# Corri come il vento, Kiko
Corri come il vento, Kiko è un film italiano del 1982 diretto da Sergio Bergonzelli.

## Trama
Giada, bambina che abita a Milano col padre, trascorre le vacanze nella campagna senese. Dalla zia riceve in regalo il puledro Kiko, che, dopo un anno, diventa uno splendido cavallo. Nerio, un famoso fantino di Siena ritiene che Kiko possa vincere il Palio e per questo lo allena. Compagno di giochi e di speranze di Giada è il cugino Tombolino appassionato di cavalli e desideroso di diventare un abile fantino. Una contrada di Siena, avversaria della contrada a cui appartiene Kiko, servendosi dello stalliere Barabba, droga il cavallo. Sfortunatamente la prima a usare il cavallo imbizzarrito è proprio Giada che cade e si ferisce alla schiena, rimanendo paralizzata. Il padre, Guido, innamoratissimo della figlia, vende tutti i suoi averi per organizzare un Palio straordinario, nel quale vincerà Kiko, montato da Tombolino. Giada, emozionata da una fortissima gioia, si solleva e guarisce.

## Colonna sonora
La colonna sonora del film fu affidata al gruppo specializzato in sigle di cartoni animati Rocking Horse, che pubblicarono anche il singolo omonimo.